# Echinops bannaticus
Echinops bannaticus là một loài thực vật có hoa trong họ Cúc. Loài này được Rochel ex Schrad. mô tả khoa học đầu tiên năm 1827.